# Nippon d'Elle
Nippon d'Elle (né le 14 avril 2001 à Moon-sur-Elle) est un étalon bai du stud-book Selle français, monté par Roger-Yves Bost en saut d'obstacles. Il est notamment vainqueur de l'étape Coupe du monde d'Aix-la-Chapelle en 2012.

## Histoire

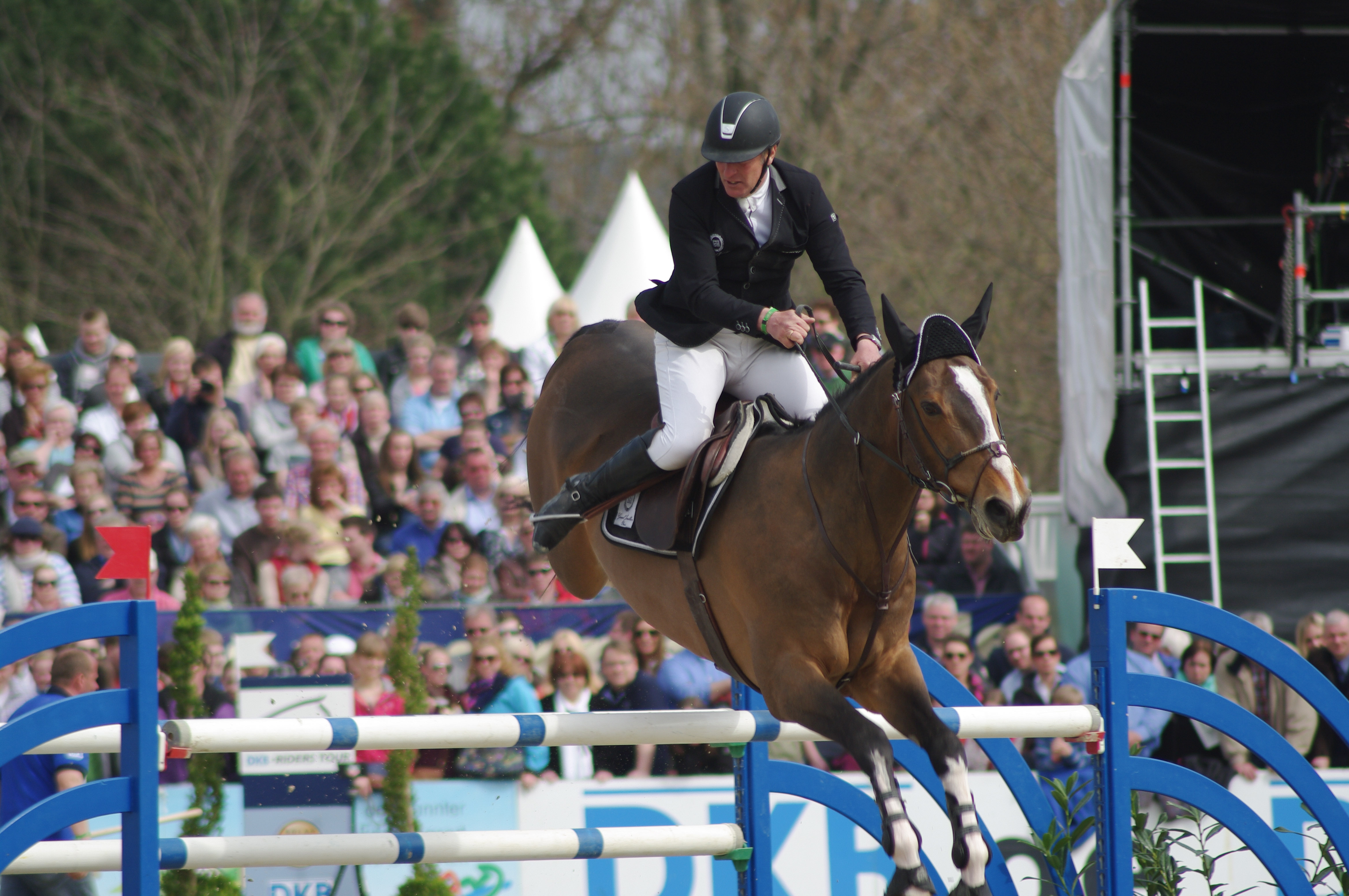
Nippon d'Elle monté par Roger-Yves Bost en 2013.

Nippon d'Elle naît le 14 avril 2001 chez Alexis et Madeleine Pignolet, à l'élevage d'Elle, situé à Saint-Clair-sur-L'Elle dans la Manche, en Normandie (France),.
Monté par le cavalier français Roger-Yves Bost depuis 2011, il appartient conjointement à Equiblue, qui en est le propriétaire majoritaire, et à la S.C.E.A Haras d'Elle. Il réalise une excellente saison 2012.
Il disparaît des terrains de concours en octobre 2015, et effectue un retour sur 1,45 m à Bâle, considéré comme non-concluant. En janvier 2017, alors âgé de 16 ans, il retourne au haras de ses éleveurs pour être voué à la reproduction. Ces derniers découvrent que l'étalon est devenu quasiment infertile, mais Nippon d'Elle retrouve sa fertilité début 2019.

## Description
Nippon d'Elle est un étalon de robe baie, inscrit au stud-book du Selle français. 

## Palmarès
Il atteint un indice de saut d'obstacles (ISO) de 172 en 2012.

## Origines
Nippon d'Elle est un fils de l'étalon Selle français Scherif d'Elle, et de la jument Havane d'Elle, par Narcos II. Il compte 54 % d'ancêtres Pur-sang, et 6 % de d'ancêtres trotteurs.